# Anton Krasowski
Аnton Wiaczesławowicz Kuzniecow-Krasowski, ros. (Антон Вячеславович Кузнецов-Красовский (ur. 18 czerwca 1975 w Podolsku) – rosyjski dziennikarz i prezenter telewizyjny, zwolennik putinizmu, znany z ekstremalnie wrogiego stosunku do narodu ukraińskiego.

## Życiorys
Anton Krasowski urodził się 18 czerwca 1975 roku w Podolsku. W 1992 roku ukończył szkołę średnią Nr 633 w Moskwie. W 1994 roku rozpoczął studia w Instytucie Literackim imienia Gorkiego. W 1996 roku rozpoczął pracę w NTV jako redaktor naczelny programu Kniżnyje nowosti (Книжные новости). W 1997 roku został krytykiem teatralnym magazynu „Wieczerniaja Moskwa” (Вечерняя Москва). Pracował w dzienniku „Kommiersant”, portalu internetowym Yandex, wydawnictwie Independent Media, był krytykiem teatralnym magazynu „Niezawisimaja Gazieta” i redaktorem kulturalnym magazynu „Vogue”.
W 2004 roku Krasowski przewodniczył działowi projektów specjalnych magazynu „Harper’s Bazaar”, w 2005 roku wydawał magazyn „Wallpaper”, przez dwa lata był kierownikiem działu medialnego kompanii konsultingowej Pynes&Moerner. W 2007 roku zredagował informator 100 łuczszych riestoranow Moskwy (100 лучших ресторанов Москвы). W latach 2009–2012 pracował jako redaktor naczelny programów NTWszniki (НТВшники) i Muzykalnyj ring NTW (Музыкальный ринг НТВ). We wrześniu 2011 wziął udział w projekcie oświatowym MadeinKazan – Rasszyriaj Gorizonty-3 (Расширяй Горизонты-3). Współpracował wówczas z Sofiko Szewarnadze, Igorem Czapurinem, Ewieliną Chromczenko, Władimirem Dołgowem. 28 grudnia 2011 roku przewodniczył kampanii wyborczej kandydata na stanowisko prezydenta Rosji Michaiła Prochorowa.
3 grudnia 2012 roku Krasowski wraz z Siergiejem Minajewem i byłym producentem Comedy Club Artakiem Gasparianem uruchomił stację Kontr TV. 11 grudnia „Kommiersant” poinformował o tym, że program stworzono z inicjatywy administracji prezydenta Rosji. 25 stycznia 2013 roku w programie Angry Guyzzz rozpatrywano ustawę o zakazie propagandy homoseksualizmu. Podczas programu Krasowski publicznie oświadczył, że jest homoseksualistą: Jestem gejem i takim samym człowiekiem, jak Putin i Miedwiediew (Я гей и такой же человек, как Путин и Медведев). Program zakazano publikować i tego samego dnia skasowano firmowe konto internetowe dziennikarza, jego służbową skrzynkę pocztową i programy. 28 stycznia Krasowski na własne życzenie opuścił program. Decyzję o jego zwolnieniu podejmował Siergiej Minajew. W wywiadzie dla magazynu „Snob” (Сноб) Krasowski oświadczył, że Kontr TV jest projektem rządowym o charakterze propagandowym. Program zamknięto w marcu 2013 roku.
Krasowski jest znany z ekstremalnie wrogiego stosunku do narodu ukraińskiego. Szczególny rozgłos zyskały jego wypowiedzi na łamach wydania programu Antonimy (ros. Антонимы) na platformie YouTube z dnia 20 października 2022 r., który prowadził z pisarzem science-fiction Siergiejem Łukjanienką: dziennikarz w wulgarny sposób wyśmiewał Ukraińców oraz ich standardy mieszkaniowe, wzywając do bezwzględnego mordowania (topienia, palenia bądź rozstrzeliwania) tych spośród nich, nie wyłączając dzieci, którzy okres radzieckiej władzy nad Ukrainą wspominają w charakterze „moskalskiej okupacji”.